# Пхакадзе, Коба
Коба Пхакадзе (груз. კობა ფხაკაძე; род. 7 января 1984, Кутаиси) — грузинский боксёр, представитель лёгкой и полулёгкой весовых категорий. Выступал за сборную Грузии по боксу в период 2003—2012 годов, бронзовый призёр чемпионата мира, победитель и призёр турниров международного значения.

## Биография
Коба Пхакадзе родился 7 января 1984 года в городе Кутаиси Грузинской ССР.
Дебютировал на международной арене в сезоне 2003 года, когда выиграл серебряные медали на кадетских чемпионате Европы в Каунасе и чемпионате мира в Бухаресте.
Начиная с 2006 года боксировал на взрослом уровне в составе грузинской национальной сборной, в частности побывал на европейском первенстве в Пловдиве, где, тем не менее, в первом же поединке был остановлен армянином Эдгаром Манукяном.
В 2007 году выступил на турнире братьев Кличко в Киеве и на чемпионате мира в Чикаго, где боксировал в зачёте полулёгкой весовой категории.
Пытался пройти отбор на летние Олимпийские игры 2008 года в Пекине, однако на европейских олимпийских квалификациях в Пескаре и Афинах выступил неудачно. Принимал участие в чемпионате Европы в Ливерпуле, уступив на стадии четвертьфиналов лёгкого веса венгру Миклошу Варге.
В 2009 году одержал победу на турнире Альгирдаса Шоцикаса в Каунасе, стал бронзовым призёром мирового первенства в Милане — прошёл здесь четверых соперников по турнирной сетке, тогда как в пятом полуфинальном бою со счётом 2:15 потерпел поражение от итальянца Доменико Валентино.
Начиная с 2010 года регулярно принимал участие в матчевых встречах лиги World Series of Boxing, представляя азербайджанскую команду «Бакинские огни».
В 2011 году выступил на чемпионате Европы в Анкаре и на чемпионате мира в Баку, но попасть на этих соревнованиях в число призёров не смог — выбыл из борьбы за медали уже на предварительных этапах, проиграв шотландцу Джошу Тейлору и представителю Азербайджана Гайбатулле Гаджиалиеву соответственно.
На европейской олимпийской квалификации в Трабзоне в четвертьфинале лёгкого веса уступил боксёру из Белоруссии Вазгену Сафарянцу и таким образом не смог пройти отбор на Олимпийские игры 2012 года в Лондоне. По окончании этих соревнований принял решение завершить спортивную карьеру.